# Musica rock spagnola
Con Musica rock spagnola ci si riferisce alla musica rock prodotta da artisti spagnoli in Spagna o all'estero. Il rock spagnolo non sempre si è espresso nella propria lingua madre. Pur essendo questa la tendenza maggioritaria, il rock spagnolo ha spesso utilizzato lingue vernacolari come il catalano, il basco, il galiziano, oppure ancora la lingua inglese, la lingua francese oppure la lingua italiana.La musica rock spagnola non deve essere confuso con il rock in spagnolo (che è prodotto in qualsiasi paese del mondo - soprattutto in America Latina - e si esprime in lingua spagnola).
All'inizio la musica rock spagnola fu influenzata dai paesi circostanti come la Francia o l'Italia. Nonostante la censura franchista, furono pubblicati molti album e i mass media iniziarono a introdurre le nuove sonorità della musica internazionale. Anche in Spagna la British Invasion scatenò il prolificare della scena beat / Garage, con artisti come Los Bravos, Lone Star, Los Brincos e Miguel Ríos. Los Brincos ha ottenuto un certo successo internazionale in Francia, Portogallo e Italia. I Los Bravos hanno scalato alcune classifiche internazionali con il singolo "Black Is Black", così come Mike Ríos con "A Song of Joy".
Negli anni '70 le scene clandestine del rock progressivo e del rock urbano andavano crescendo. Il rock progressivo spagnolo è stato un fallimento commerciale. A metà degli anni '70, un nuovo stile chiamato rock andaluso che combinava il flamenco con il prog rock iniziò a guadagnare una certa popolarità con gruppi come Triana. Durante la transizione spagnola alla democrazia alla fine degli anni '70, apparvero i primi gruppi hard rock. Alcuni gruppi hard rock influenzati dal primo punk rock come Leño furono pionieri del movimento rock urbano.
Il punk rock in Spagna ha iniziato la sua fase di maggior successo con band come Kortatu, La Polla Records ed Eskorbuto. La Movida Madrileña era un movimento controculturale che ha prodotto molte band influenzate dal punk e dalla new wave, come kaka de luxe, Derribos Arias, Radio Futura, Alaska y Dinarama, Gabinete Caligari, Nacha Pop, Loquillo y los Trogloditas e Los Secretos. Gruppi hard rock come Los Suaves o Barricada emersero senza una vera e propria promozione. All'inizio degli anni '80 apparvero anche gruppi heavy metal come Barón Rojo e Obús.
Negli anni '90, band Héroes del Silencio raggiunsero il successo internazionale, entrando nelle classifiche Europee e Latono-Americane. Los Rodríguez divennero popolari anche in Spagna e in America Latina. A metà degli anni '90, alcuni gruppi cult come Los Enemigos, Extremoduro e Platero y Tú iniziarono a raggiungere il successo mainstream. Apparvero gruppi indie rock come i Los Planetas. Sono emersi il gruppo ska-punk come gli Ska-P e il gruppo folk metal Mägo de Oz mostrando l'ascesa della diversificazione del rock.

## Storia

### 1956-1959: I pionieri del rock spagnolo

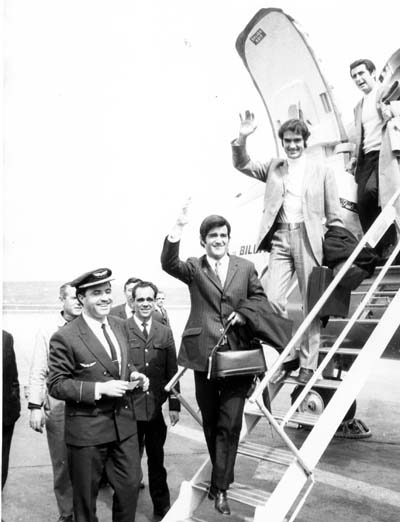
Il Dúo Dinámico scende all'aeroporto di Madrid

Il rock and roll arrivò in Spagna relativamente presto. Bill Haley & His Comets, Elvis Presley e altri solisti furono pubblicati già nel 1956-57, seppur senza troppa eco mediatica. Il sistema politico, a quel tempo, era una dittatura autoritaria - la dittatura del generale Franco - che, nella fine degli anni Cinquanta, stava cercando di adeguarsi al contesto europeo, abbandonando i modi semifascisti ed esibendo una certa apertura socioculturale ed estetica. La Spagna dalla fine dei cinquanta e dei primi anni sessanta era immersa in un processo di sviluppo economico e sociale, e cercava quindi di mostrare una società che venisse approvata dal resto dell'Europa mentre, d'altra parte, manteneva un regime politico autocratico, tradizionalista e ultraconservatore. Fu anche per queste ragioni che la dittatura franchista non proibì ne perseguì il Rock and roll. Anche se la censura ritardò la première di alcuni film, modificò le copertine di alcuni album e pose il veto alla pubblicazione di alcune canzoni, non ci fu mai una vera persecuzione, un divieto o una repressione sistematica da parte del regime sulla nuova musica.
L'introduzione del Rock and Roll fu determinata da quattro fattori. 1) Una pubblicazione già più o meno regolare degli album originali. 2) I media che, nonostante la censura, hanno fatto eco alla "nuova moda americana". 3) L'influenza della nuova musica italiana e francese (il primo rock spagnolo era molto influenzato da ciò che proveniva da quei due paesi: Francia e Italia). 4) L'esistenza di diverse basi militari americane nella stessa penisola.
Fu infatti attorno alle molte basi americane che sorsero i primi locali in cui si ascoltava il Rock and roll. Oltre a questo, le stesse basi avevano le proprie stazioni radio e trasmettevano programmi in lingua inglese e dedicati al rock. Questi programmi venivano spesso intercettati e seguiti dagli spagnoli circostanti.
Il primo rock and roll spagnolo è molto influenzato da ciò che si faceva in Francia e soprattutto in Italia. A parte il francese Johnny Hallyday, i brani rock and roll di artisti come Peppino di Capri, Adriano Celentano o Renato Carosone divennero seminali per il primo rock spagnolo. Quel filtro "Euromediterranean", che ammorbidì significativamente la rugosità e il carattere provocatorio dei creatori americani, fu decisivo, soprattutto nei primi anni. E poi, a partire dal 1958, gli stessi suoni statunitensi subiscono un'evoluzione verso un tipo più melodico e romantico, con nomi come Paul Anka, Neil Sedaka, The Platters. Questa "addomesticamento o ammorbidimento" favorì, senza dubbio, sia la sua accettazione per un settore sempre più ampio di pubblico spagnolo come anche l'assoluta indifferenza del regime verso un fenomeno che considerava strettamente il musicale.

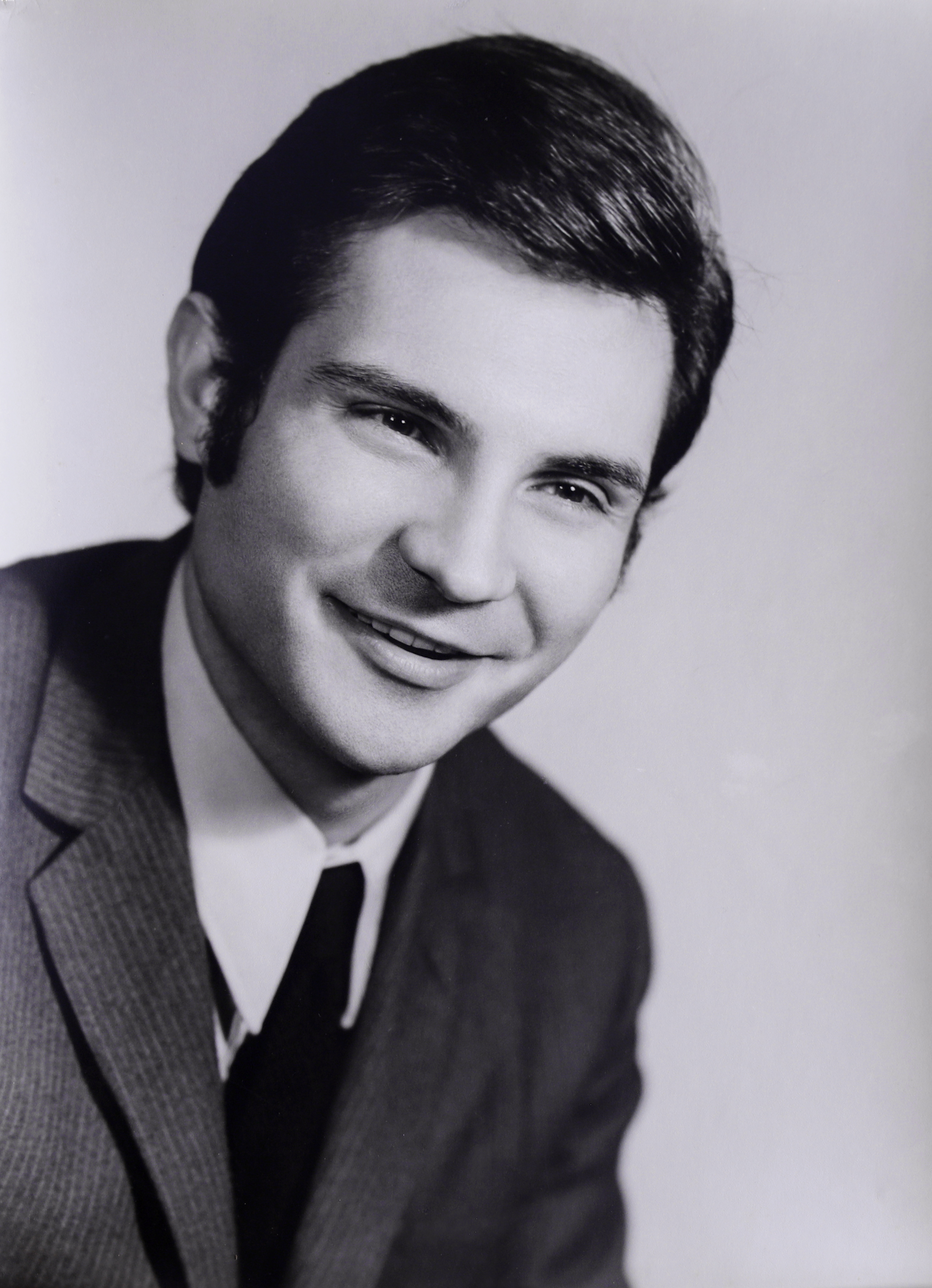
Bruno Lomas dei Los Milos

Intorno al 1957-58, il rock 'n' roll iniziò ad ottenere un'ampia accettazione tra il pubblico giovanile. Le orchestre da ballo includevano nel loro repertorio versioni dei successi nordamericani ed europei del nuovo stile. E, contemporaneamente, emergono i primi gruppi giovanili e solisti dediti esclusivamente al rock 'n' roll cantato in inglese, italiano, francese o spagnolo. I nomi di quei primi gruppi e solisti sono Los Estudiantes, Los Rocking Boys, Chico Valento, Rocky Kan, Los Pájaros Locos, Los Milos, Los Catch As Catch Can, the Dúo Dinático, Los Blue Boys, Kroner's Dúo, Kurt Savoy, Los Pantaloni Blu, ecc. Cominciano anche a svolgersi i primi incontri e concorsi rock, come quelli organizzati a Madrid presso i licei “Ramiro de Maeztu” e “El Pilar”. E vengono organizzati anche grandi festival della “canzone leggera” (sullo stile della famosissima Sanremo italiana), come il Festival di Benidorm orientato, almeno nei suoi primi anni, verso nuove sonorità.
Va inoltre sottolineata l'importanza che un certo legame latinoamericano ebbe, subito dopo l'introduzione del genere in Spagna, attraverso gruppi come i cubani Los Llopis con esibizioni e soggiorni a Madrid già nel 1959, o i messicani Los Teen Tops che iniziano a registrare già l'anno successivo; Entrambi i gruppi ebbero, all'epoca, un grande successo nel paese. Ma nel 1959 apparvero anche i primi artisti spagnoli che includevano canzoni rock. Tra queste ci sono le prime registrazioni del Dynamic Duo (con brani come "Cowboy" e "Baby Rock"), Los Pájaros Locos e Catch As Catch Can. Ma soprattutto viene pubblicato quello che viene solitamente considerato il primo album di rock 'n' roll spagnolo in senso stretto: un EP con quattro brani («Ready Teddy», «La Bamba», «Woo-Hoo» y «Me enamoré de un ángel») firmato dai Los Estudiantes di Madrid.

### 1960-1963: L'espansione del rock and roll
La musica rock inizia così a prendersi i suoi spazi mediatici. Alla radio nasce il programma Vuelo 605 condotto da Ángel Álvarez. Alla TVE, televisione unica di stato, viene realizzato il programma espressamente dedicato al rock 'n' roll, al pop e alla "musica moderna" in generale, chiamato "Discogramma". Nascono le prime riviste specializzate: nell'aprile 1962 iniziò a essere pubblicata Discóbolo, una rivista musicale orientata esclusivamente al pop e al rock 'n' roll — e che durò fino al 1971 —. Seguirono poco dopo (tra il 1963 e il 1967) altre pubblicazioni come "Fonorama", "Ondas", "Mundo Joven", "Mundo Musical", "Fans", "Rompeolas" o "El Gran Musical". I quotidiani di regime come Pueblo e El Alcázar mantennero comunque una linea ostile al rock and roll fino al 1963, per poi dedicare supplementi e sezioni specifiche al genere musicale.

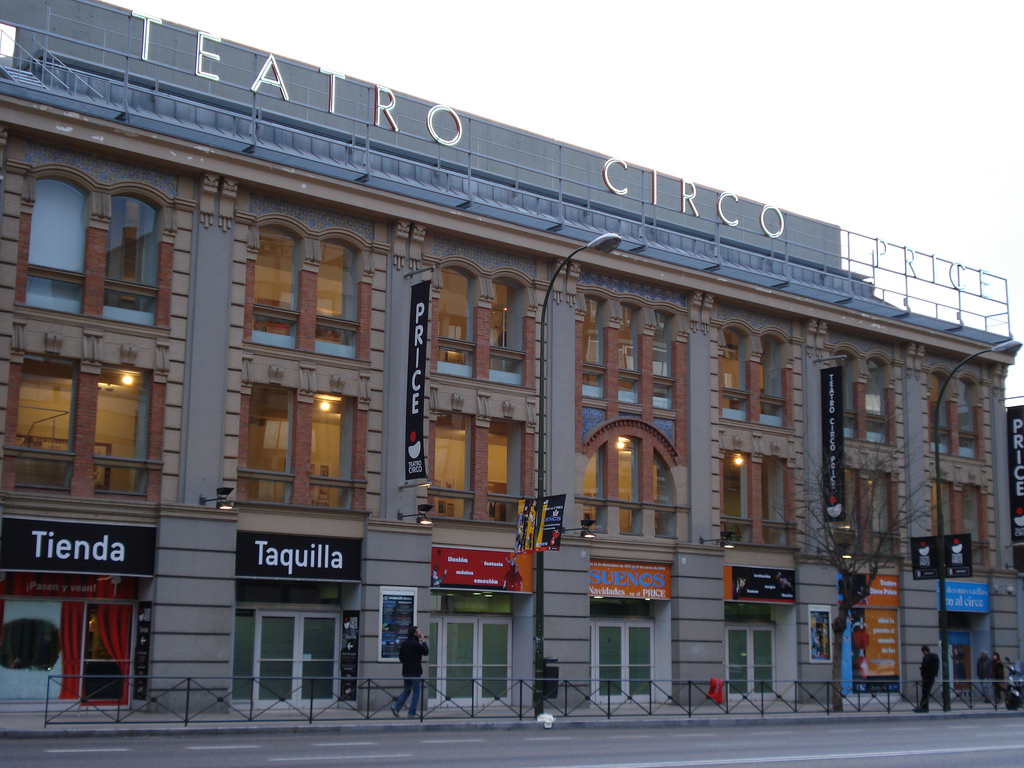
Il Teatro Circo Price

In diverse città, sullo stile di quel che si faceva a Parigi al Teatro Olympia, iniziano ad essere programmati concerti settimanali di gruppi giovani che non avevano ancora pubblicazioni, dandogli l'opportunità di esibirsi davanti a un pubblico che pagava un biglietto molto conveniente. A Barcellona spiccano le serate di El Pinar; a Madrid alcuni giovani promotori decidono di programmare, su base quindicinale, inusuali spettacoli di vari gruppi e solisti rock and roll durante la domenica mattina, utilizzando i locali del Teatro Circo de Price. Sono le famose "matinales del Price" che iniziarono nel novembre del 1962 e durarono quasi un anno, finché, alla fine del 1963, una campagna diffamatoria della stampa ultraconservatrice, orchestrata dal quotidiano Pueblo, convinse le autorità franchiste a negarne il permesso alla celebrazione. Durante quell'anno, centinaia di band si esibirono sul palco del Price. Le matinée non solo consolidarono la scena rock a Madrid - e in tutta la Spagna - ma facilitarono anche la comparsa di nuovi gruppi e solisti, diffondendo la moda del rock 'n' roll e le esibizioni di gruppi amatoriali in tutto il paese. Così, al di là del fatto specifico della chiusura delle sessioni di Price, la campagna anti-rock della stampa ultraconservatrice non solo non ha avuto successo, ma ha finito per arrendersi all'evidenza. Il rock era già un fenomeno di massa. Da quel momento, infatti, le discoteche – allora si chiamavano “boites” –, i saloni delle feste, i collegi universitari, i locali da ballo, le sale ricreative e perfino le piscine comunali cominciarono a programmare concerti di gruppi rock, data la capacità di richiamo che avevano tra i giovani.
Fu in questo fermento rock and roll che debuttarono anche musicisti dalla lunga carriera come Mike Rìos (in seguito Miguel Ríos), che sul finire dei '60, cavalcando generi diversi da quelli degli esordi, entrò nelle classifiche di tutto il mondo (Stati Uniti, Canada, Australia ed Europa occidentale).

#### Musica surf e rock strumentale
Tra la fine dei '50 ed i primi '60, l'espansione della musica surf e del rock strumentale condiziona i nuovi gruppi rock spagnoli, molti dei quali optano per suoni strumentali e per l'uso del riverbero e dell'eco nelle loro composizioni.

#### Musica yeyé

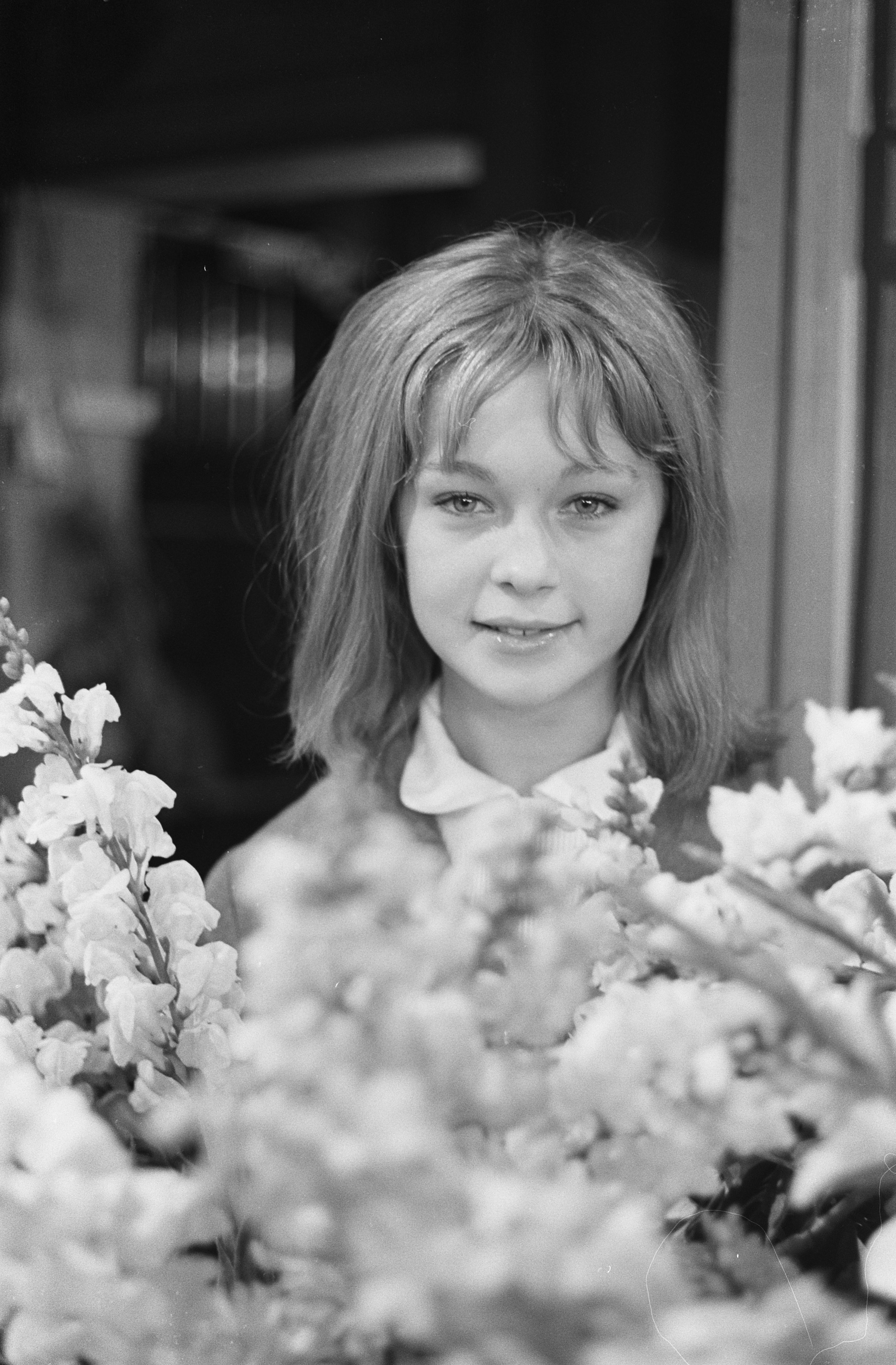
Marisol in una foto del 1962

Successivamente arrivò dall'Italia e, soprattutto, dalla Francia il fenomeno yeyé, che, oltre a quello musicale, abbraccia aspetti estetici, letterari, cinematografici, di moda, ecc.; e che in Spagna ha acquisito particolare rilevanza. Emergono soliste come Gelu, Karina, Rosalía, Lita Torelló, Lorella, Ana Belén, Marisol – una volta superata la fase di bambina prodigio – o Rocío Dúrcal. E, tra gli interpreti maschili, bisogna evidenziare Mochi e, soprattutto, Raphael (che fino al 1969 mantenne un'evidente linea pop e che, per di più, fu il primo artista spagnolo del genere - in senso lato - a ottenere un successo internazionale, soprattutto in America Latina).

### 1964-1969: Dopo la British invasion
Furono questi gli anni chiamati "l'era delle orchestre" o, più popolarmente, "il decennio prodigioso". Il rock e il pop erano un fenomeno di massa. Venivano venduti centinaia di migliaia di dischi. Si giravano film, si scrivevano libri, si tenevano festival, si disegnano abiti e accessori, si creano mode. Tra il 1965 e il 1969 si esibirono nel paese anche alcuni dei grandi gruppi rock anglosassoni degli anni Sessanta, come the Beatles, The Kinks, The Animals, The Troggs, The Shadows, The Easybeats, Taj Mahal, Jimi Hendrix Experience e molti altri.
Nel 1964, anno della famosa tournée statunitense dei Beatles, che scoppia in tutto il mondo la Beatlesmania in seguito alla British Invasion. I nuovi stili del rock britannico (Musica Beat e Rhythm and Blues) si impongono ovunque, rivoluzionando il mondo del rock'n'roll e del pop e dando vita a innumerevoli gruppi e movimenti giovanili nei cinque continenti.

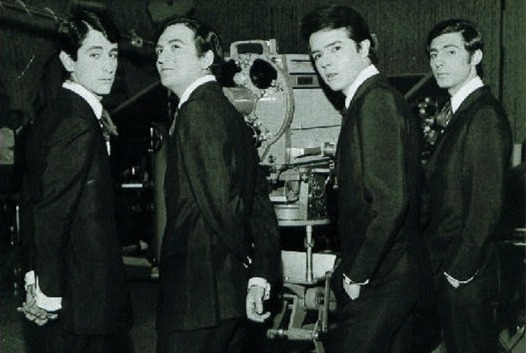
Los Brincos furono una delle band più popolari della scena Beat spagnola

In tutta la Spagna sorgono migliaia di nuove band influenzate da questi suoni. A quel tempo, per suonare dal vivo, il regime di Franco chiedeva di avere un documento di "artista di varietà e/o musica moderna", con registrazione al Sindicato Vertical dello stato. Secondo i dati dell'epoca, il numero di band rock'n'roll (o "conjuntos" come le chiamavano allora), intorno al 1965-66 ammontava a 6.000 in effetti, al numero 17 di ottobre 1965, la rivista Fonorama pubblicò un elenco di oltre 900 gruppi rock distribuiti in tutte le città (e alcuni villaggi) del paese, senza contare i gruppi che non si sono mai registrati, che hanno suonato in concerti non ufficiali o luoghi improvvisati.
Tra il 1964 e il 1970, il rock e il pop raggiunsero il loro apice nella Spagna "franchista". La radio, la televisione, la stampa, il cinema, la pubblicità, la letteratura, la moda, l'arte e l'intera società sono soggette al suo influsso. Nonostante l’ideologia reazionaria e autoritaria del regime, la nuova tendenza prevalse al punto da condizionare in quegli anni quasi ogni manifestazione culturale, sociale ed estetica del Paese.
Le nuove band che cantano in spagnolo hanno un grande successo. Vendono centinaia di migliaia di dischi e sconvolgono il panorama della Spagna degli anni Sessanta. Le etichette discografiche multinazionali (EMI, RCA, CBS, ecc.) aprono filiali a Madrid e Barcellona; Allo stesso tempo, le etichette discografiche nazionali come Hispavox, Zafiro, Regal, Belter, Vergara, assieme ad altre di nuova creazione, espandono i loro affari e prosperano. nel calore della nuova moda.
Sul finire degli anni '60 il mercato discografico spagnolo diventa uno dei primi dieci al mondo (si oscillerà infatti dall'ottava e nona posizione fino ai primi anni del 21º secolo, quando dopo la crisi del vinile si scenderà al tredicesimo).

#### Tra Beat e Garage rock

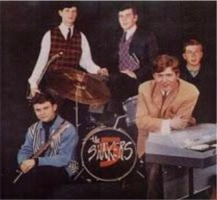
Los Shakers in una foto del 1965

A partire dal 1964 nascono quindi un gran numero di gruppi musicali che si ispiravano al nuovo movimento del beat inglese e tra questi Los Bravos (che riscossero successo anche in Italia e Francia), Los Botines, Los Pepes, Cefe y Los Gigantes, Los Gatos Negros, Los Polares, Los Flecos, Los Pekes, Los Shakers. Molte band precedentemente impegnate nel rock and roll oppure nel rock strumentale acquisirono le nuove sonorità, come Los Pekenikes, Los Sonor, Los Relámpagos, Dúo Dinámico ed ancora i solisti Bruno Lomas, Miguel Ríos
Los Brincos giocavano a essere una sorta di "Beatles Celtiberi", combinando armonie, suoni, strutture e ritmi del Beat con altre scoperte Pop e, anche, con elementi della tradizione musicale autoctona, coltivando un proprio stile, chiaramente spagnolo e tradizionale. I catalani Los Sírex sono stati capaci di combinare il suono selvaggio dei gruppi americani e britannici più duri con il lato più amichevole del pop euro-mediterraneo e nel 1965 hanno addirittura aperto il concerto dei Beatles a Barcellona. Los Cheyennes sono la quintessenza del suono sporco e grezzo che suonano come gruppi britannici sullo stile di The Kinks, The Troggs o The Pretty Things e oppure delle band garage rock nordamericane. Los Mustang, dal canto loro, si dedicano quasi esclusivamente a coverizzare i successi dei Beatles e di altre band in spagnolo e a suonare un Beat più asettico e commerciale. Sempre in questo periodo (1964) emerse in Catalogna e Valencia una scena composta da gruppi che eseguivano le loro canzoni (molte delle quali versioni di canzoni straniere) esclusivamente in catalano, e anche nei Paesi Baschi apparvero gruppi con canzoni rock in basco; E poi in Galizia, bisogna citare gruppi come Los Tamara e, soprattutto, il solista Andrés do Barro, che eseguono le loro canzoni in lingua galiziana e, nel caso di quest'ultimo, ottenendo un notevole successo in tutta la Spagna.

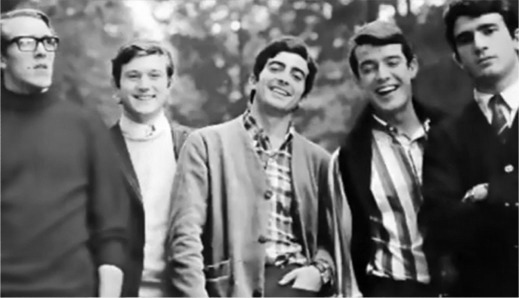
Los Sirex.jpg in una foto del 1965

Una moltitudiner di gruppi Beat continuarono a formarsi tra il 1965 ed il 1966 e tra questi Los Mitos, Los Pasos, Los Pic-Nic, Los Gritos, Los Canarios, Los Pop-Tops, Los Grimm, Los Z-66, Los Ángeles, Los Arduques, Juan y Junior (dopo lo scioglimento di Los Brincos), Los Buenos, Nuevos Horizontes o Los Íberos. Queste nuove band portarono con sé le ultime tendenze rock che nascevano in quel periodo in Gran Bretagna e negli Stati Uniti. Così con loro, oltre al già citato Beat e Rhythm and blues, compaiono e si sviluppano in Spagna generi come Soul, Pop barocco, Sunshine pop, Folk Rock, Blues rock, Acid rock, Psicodelia. D’altra parte, alcuni di questi nuovi gruppi smettono di cantare esclusivamente in spagnolo (come avevano fatto i loro immediati predecessori) per farlo, sempre più spesso, in inglese o, soprattutto, per combinare entrambe le lingue. Le ragioni, al di là quelle puramente estetiche, sono anche commerciali. Con l'uso dell'inglese si tenta di accedere al mercato internazionale (europeo e, soprattutto, anglosassone). Alcune di queste band registrano doppie versioni delle loro canzoni. Una in spagnolo per il mercato interno e un'altra in inglese per il resto del mondo.
Nel 1966, Los Bravos divennero il primo gruppo spagnolo a raggiungere un vero successo internazionale con la loro canzone Black Is Black (cantata in inglese). Il brano raggiunse il numero 2 nelle classifiche britanniche, il numero 43 in quelle statunitensi e il numero 1 in Canada e diversi paesi dell'Europa occidentale e del resto del mondo. La band madrilena continuerà ad avere successi internazionali nel 1967 e nel 1968 grazie a canzoni come I Don't Care o Bring a Little Lovin' .

#### Rhythm and blues

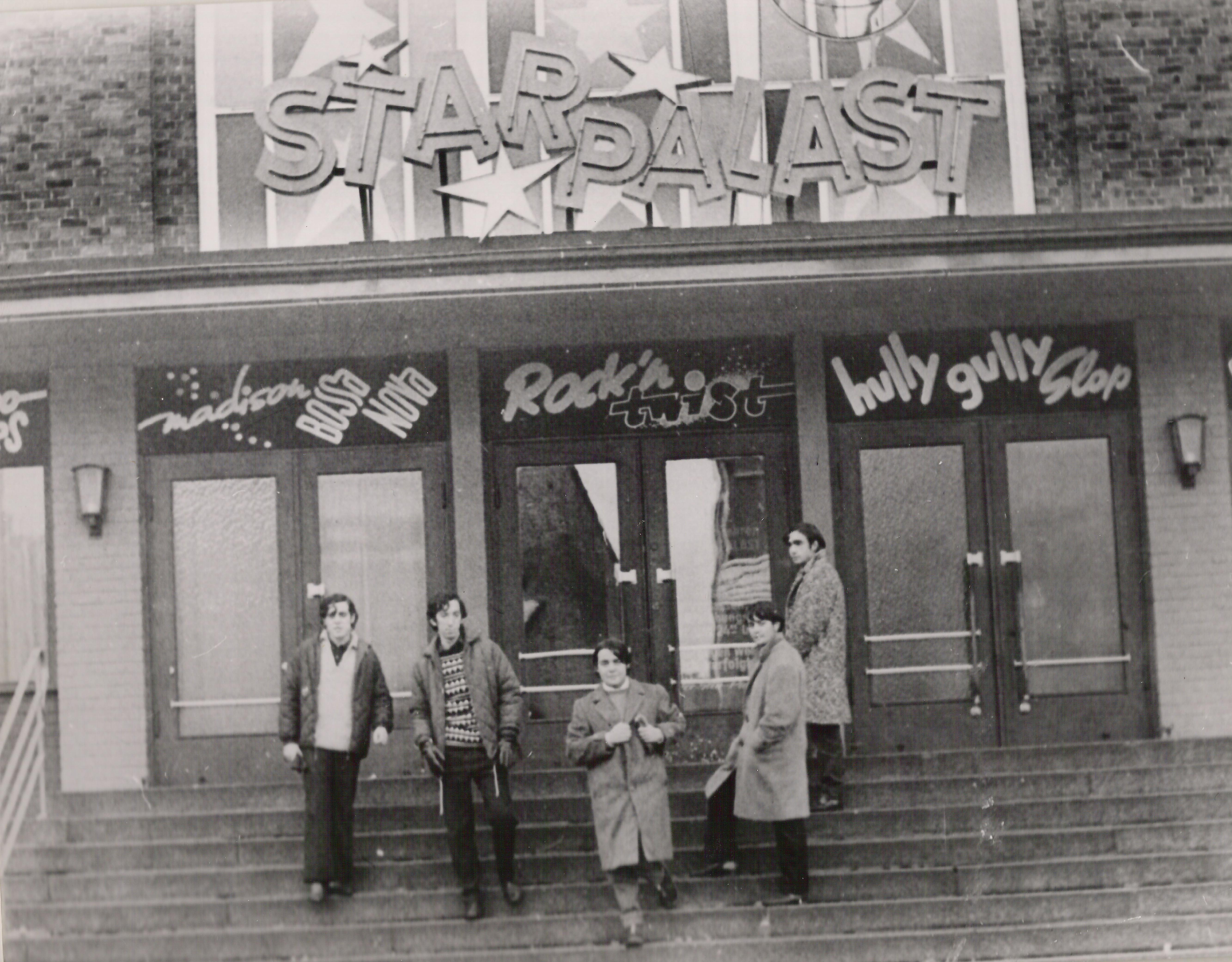
Los Salvajes in tournée ad Amburgo (Germania)

Con la British Invasion si diffuse anche il Rhythm and blues elettrificato e rumoroso, sullo stile del riaggiornamento anglosassone con band come Los Nivram, Los Canarios. Los Salvajes combinano lo stile di alcuni Rolling Stones in stile spagnolo con l'aggressività dei primi The Who. Molte band precedentemente impegnate nel rock and roll oppure nel rock strumentale si dedicarono al R&B di ispirazione britannica come Micky y Los Tonys.
I Lone Star si caratterizzano per l'assunzione di rischiosi mutamenti stilistici (si va dalla sequela beat e Rhythm and blues degli esordi alla sperimentazione psichedelica, passando per flirt con il Jazz e, soprattutto, con il Folk rock), evolvendo a modo loro fino a trovare (da 1969-71) uno stile tutto loro, chiaramente ascrivibile all'Hard rock, che li porterà a sviluppare una lunga carriera e ad essere gli unici sopravvissuti al Boom degli anni Sessanta per tutti i due decenni successivi (arrivando fino agli anni Ottanta)
Tra doo-wop e Rhythm and blues si muovevano anche la pop band vocale Los Pop Tops, che ebbe ampia risonanza internazionale con canzoni come Oh Lord Why Lord (1968) e, soprattutto, con Mamy Blue (1970), canzone che raggiunse il numero 1 o 2 nelle classifiche di Francia, Italia, Germania, Paesi Bassi, Austria, Norvegia, Svezia, Svizzera, Belgio, Danimarca e persino Giappone.

### 1970-1976: La fine della dittatura franchista tra rock progressivo e rock urbano
L'arrivo della cultura Hippie e le nuove tendenze della fine degli anni sessanta hanno influenzato negativamente la maggior parte delle band precedenti, che o non sapevano come adattarsi ai nuovi stili, o l'hanno fatto in modo forzato e innaturale. La maggior parte dei gruppi seminali scompaiono con il cambio di decennio e quelli che ne prendono il posto sono molto diversi. Come fatto rilevante, il castigliano fu sempre più sostituito dall'inglese come lingua principale di espressione nel rock spagnolo durante i primi anni Settanta. Inoltre, con la nascita di nuovi generi musicali, aumenta la diversificazione da una parte verso approcci più pop e dall'altra verso sperimentazioni più rock.
Nel 1973 la musica Rock aveva perso il carattere mainstream ed il favore popolare che aveva avuto nel decennio precedente. Il pubblico e i media, a quel tempo, seguendo un po' quello che stava succedendo anche in Italia, si rivolsero verso la canzone leggera ed i cantanti melodici nazionali, nello stile di Julio Iglesias o Camilo Sesto, cantautori (che ha vedono un incredibile boom tra la fine degli anni sessanta e i primi anni settanta) e, soprattutto, il nascente disco music.
In ogni caso non si può certo dire che il Rock in quanto tale abbia cessato di essere presente in Spagna. Gruppi e solisti stranieri come Led Zeppelin, Creedence Clearwater Revival, Pink Floyd, Santana, T-Rex, David Bowie, Rod Stewart, Black Sabbath, Supertramp o Eric Clapton hanno avuto un enorme successo, vendendo centinaia di migliaia di copie - raggiungendo la vetta delle classifiche - e, quando alcuni di loro si esibirono nel paese (come avvenne, tra il 1970 e il 1976, hanno avuto una grande partecipazione di pubblico. Così, il Rock, come genere, continuò ad essere ascoltato dai giovani e da milioni di seguaci.

#### Pop rock
Da un lato, dopo la scomparsa della musica yéyé, molte band suonano quello che potrebbe essere considerato l'equivalente spagnolo del bubblegum pop che, all'epoca, raccolse un grande successo negli Stati Uniti e nel Regno Unito. Parliamo di gruppi come Formula V o Los Diablos, a cui sono uniti alcuni sopravvissuti alla generazione precedente come Los Mitos. La musica che praticano è un pop cantato in spagnolo, accattivante e di rapido consumo. Questa corrente sopravviverà fino alla metà degli anni '70 godendo del favore del pubblico. Accanto a questa, una scena commerciale, melodica e ballabile di rock vedeva tra i rappresentanti principali i Santabárbara di Barcellona (anche se nei dischi alternarono ballate ad alcuni brani hard rock).

#### Rock progressivo o underground

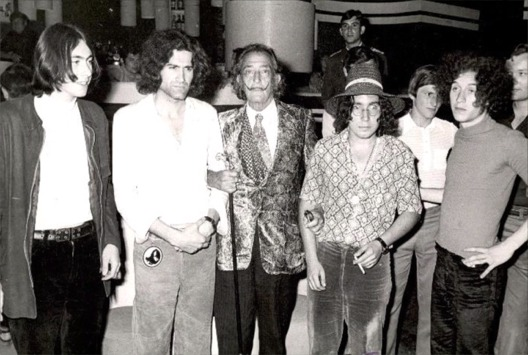
I Maquina! in una foto del 1970 con Salvador Dalì

D'altra parte, nel 1969, i suoni di Rock Blues e la psichedelia della fine dei '60, si evolvono verso ciò che, in Spagna, era conosciuto come "Underground", termine con cui il rock progressivo venne identificato ai suoi tempi e che rappresentava una miscela tra cultura hippie, esperimenti psichedelici, il primo rock sinfonico britannico, hard rock e jazz-rock. Nel rifugio dell'etichetta "underground", molti gruppi e solisti trovarono la propria poetica tra il 1968 e il 1971. Sebbene siano stilisticamente molto differenti, i gruppi più rilevanti del movimento furono i Máquina!, Om, Módulos, Vértice, Euterpe (che collaborarono attivamente con gli inglesi Soft Machine), Alacrán, Pan & Regaliz, Música Dispersa, Gong, Fusioon, Nuevos Tiempos ed altri.

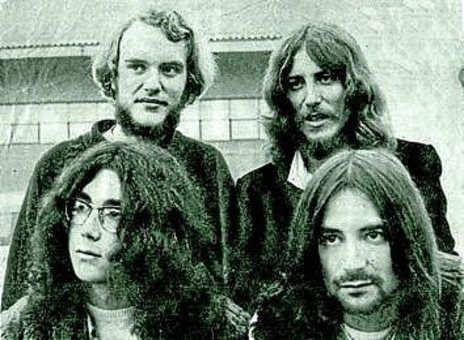
I Smash in una foto del 1969

Altri esempi che si allontanarono chiaramente dal mainstream o trascesero lo stile e il tempo, sopravvivendo alla successiva debacle del genere ed esercitando un'enorme influenza sulle generazioni seguenti erano gruppi come gli Época, gli Expresión, i Sevilliani Storm o i Tapiman (tutti loro autori di un hard rock esplicitamente orientato sulla scia di gruppi britannici come Deep Purple, Led Zeppelin, Grand Funk Railroad o Black Sabbath); dei solisti catalani Pau Riba e Jaume Sisa, che hanno pubblicato tutte le loro canzoni in catalano e venivano classificati come cantautori ma i cui primi album e suoni erano molto vicini al rock progressivo e al folk progressivo; Mikel Laboa era sulla stessa scia, ma cantanva in basco; di Solera, più sperimentali ed orientato al folk-rock; E, soprattutto, dei Sevilliani Smash, una delle formazioni più originali, influenti e peculiari dell'intera storia della rock spagnolo
Contrariamente a quanto era accaduto fino ad allora con i diversi stili e sottogeneri emersi negli anni Sessanta, quasi nessun gruppo (con la notevole eccezione dei Módulos) di quelli che adottarono l'etichetta "progressive rock" o "underground" raggiunse un successo popolare. Come è già stato sottolineato, il termine “underground” non indicava uno stile marginale o “underground” né ha subito alcun tipo di ostracismo o rifiuto da parte dell’industria discografica. Al contrario, il cosiddetto "underground" ebbe il sostegno attivo di molti media, come la nuova stampa musicale nata all’epoca (riviste come Disco Exprés o Cau; e giornalisti come Mario Pacheco, Gonzalo Garciapelayo, Ángel Casas e Jordi Sierra i Fabra), le nuove radio (dove proliferarono programmi dedicati al genere) e un buon numero di etichette discografiche. Erano frequenti anche i festival dedicati ai nuovi gruppi e alle sonorità progressive, sia a Madrid che a Barcellona e in altre parti del paese.

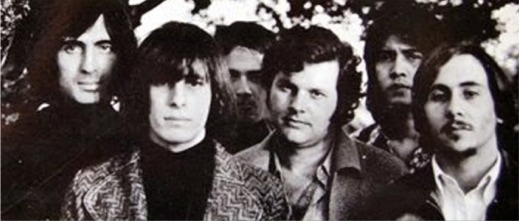
I Barrabás in una foto del 1972

Tra le diverse teorie formulate per spiegare lo scarso successo popolare dell'"underground", la più diffusa sostiene che la ragione principale risiedeva, più che nello sperimentalismo musicale, nell'insistenza nell'uso della lingua inglese al posto della spagnola. Una delle eccezioni che confermano la regola furono i Barrabás, un gruppo spagnolo che fondeva un rock con ritmi latini, musica africana, soul, jazz e funk sulla scia di Santana, Malo o Osibisa e che cantava esclusivamente in inglese; ciò non impedì loro di riscuotere successi in Spagna, permettendogli anche di entrare nei listini di vendita dell'Europa occidentale e anche nel mercato anglosassone (USA, Canada e Regno Unito) tra il 1971 e il 1975.
Ma, fortunatamente, le cose iniziarono a cambiare dopo il 1973. Apparvero nuovi gruppi che erano disposti a trarre vantaggio dall'esperienza progressiva precedente, assimilando nuove correnti internazionali e colmando il vuoto che si era creato sulla scena nazionale. Così, in Catalogna emersero gruppi come Companyia Elèctrica Dharma, Iceberg (un gruppo da cui Pegasus sarebbe emerso anni dopo) e il gruppo Música Urbana dando origine a un movimento conosciuto ai suoi tempi come "Rock Laietá"; e, al loro fianco, altri come Macromassa o la proposta di Perucho, presentata al Canet Rock Festival, hanno illuminato, parallelamente, una scena sperimentale e artistica, più legata alla musica elettronica e legata a ciò che si faceva in paesi come la Germania in quel periodo con il kraut rock. In Galizia, Emilio Cao pubblica i suoi primi album, direttamente ascrivibili allo Psych-folk, in cui mescola gli antichi insegnamenti della psichedelia, del prog e della musica celtica della tradizione galiziana.

#### Rock sinfonico

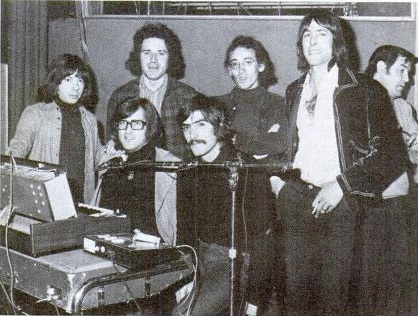
I Triana in una foto del 1975

Verso la metà degli anni '70 compaiono, in varie parti del paese, gruppi come i Bloque, i Crack, i Granada, i Itoiz o i Ibio. Tutti questi gruppi svilupparono una forma diversa di rock progressivo, chiamata rock sinfonico (un genere che in allora era molto diffuso nella scena mondiale) a cui, talvolta, si aggiungevano elementi della musica tradizionale del paese. Gli artisti di questo genere cantavano perlopiù nella loro lingua madre (che sia spagnolo, catalano, galiziano o basco).
Ma, in ogni caso, è in Andalusia che il rock sinfonico spagnolo raggiunge la sua massima espressione, dando vita alla musica rock andalusa, una corrente che univa la sinfonia moderna alle radici anglosassoni (ma eseguita in spagnolo), insegnamenti del progressive spagnolo (soprattutto quelli degli Smash) e della stessa tradizione musicale andalusa (principalmente il flamenco), ottendo un enorme successo commerciale e una presenza schiacciante nei media e nei listini di tutto il paese durante il resto del decennio. Su questo filone sono da menzionare personaggi come Gualberto o Lole y Manuel e, soprattutto, gruppi come Goma, Imán, Cai, Guadalquivir, Alameda o, poco dopo, Tabletom e Medina Azahara.
Ma tra tutti, i sivigliani Triana sono senza dubbio i maggiori rappresentanti del rock andaluso, il vero gruppo iconico del movimento. Dopo aver pubblicato il loro primo singolo nel 1974 (e il loro primo album nei primi mesi del 1975), divennero uno dei gruppi più influenti e di successo nella storia del rock in Spagna, stabilendo lo standard del genere e vendendo centinaia di migliaia di copie per il resto del decennio.

#### Gipsy rock
Tuttavia, bisogna citare, l'aspetto fugace, tra il 1973 e il 1976, di quella che si chiamava "Rock Gipsy" e che sostanzialmente consisteva nell'interpretazione in un codice rock (con un suono vicino a glam o molto influenzato da questo) Musica della minoranza etnica dei Gitani che abitava piccole zone (che a volte adottavano la forma di autentici ghetti) di alcune grandi città spagnole; Fondamentalmente questi ritmi erano basati sulla rumba gitana, la Copla, la canzone carceraria ed il Flamenco. Più di un vero movimento, questo genere era una creazione dell'industria discografica, ma questo aspetto non ha impedito, nonostante la sua breve vita, di ottenere un notevole successo popolare, con gruppi come Las Grecas (il cui primo album era intitolato, "Gipsy Rock"), Los Chorbos o Los Amaya che diedero origine a un tipo di suono peculiare che era anche noto come "Sonido Caño Roto" (tubo rotto). Dopo la sua rapida scomparsa, il "gipsy rock", si ritrova ancora in alcuni gruppi zingari come Los Chunguitos (che di solito è correlato alla rumba ma i cui primi album avevano un'ovvia vicinanza al rock, almeno tra la fine degli anni '70 e i principi degli anni '80) e, soprattutto, ha influenzato l'intera scena di "rumbera" ed il suono zingaro degli anni successivi (che non aveva nulla a che fare con Rock).

#### Rock urbano
Allo stesso tempo, a Madrid e in altre città nacquero band influenzate anche dal rock sinfonico, ma ancor più dall' hard rock e dal blues rock e dall'heavy metal. Emerge così una tendenza musicale chiamata rock urbano che va oltre il decennio in cui nacque, arrivando, in forme aggiornate, fino al XXI secolo. Tra i gruppi di questo genere vanno menzionati gli Asfalto, Leño, Topo, Ñu, Coz, Unión Pacific e Cucharada. Altri artisti provenienti dal decennio precedente come Lone Star o Miguel Ríos, che ebbero una lunga carriera a partire dagli anni '60 e hanno continuato la loro particolare evoluzione, possondo per il rock urbano.
Tra tutti i gruppi citati, i Leño furono particolarmente seminali. Nonostante la loro apparizione fosse relativamente tarda (1978), la loro breve vita (durata poco più di cinque anni) e la loro discografia succinta (tre album in studio e un album dal vivo), riuscirono ad essere la band più rappresentativa, di successo e influente di questo primo generazione del rock urbano spagnolo. La sua eredità, infatti, ha attraversato gli anni Ottanta e Novanta, arrivando fino ai giorni nostri e influenzando numerose band hard rock spagnole.

#### Protopunk: «rock bronca», «rock macarra» o «rock cheli»
Altri episodi risultano essere piuttosto incatalogabili per i canoni spagnoli di allora. Per definire lo stile questi artisti venivano così coniati i termini come "rock bronca", "rock macarra" o "rock cheli". I Mermelada suonavano un rhythm and blues nervoso e veloce che era molto vicino, spiritualmente ed esteticamente, a ciò che facevano in quel periodo il britannico Dr. Feelgood. Gli Indiana erano un gruppo rock'n'roll e pop sulla scia dei The Flamin' Groovies. I Brakaman erano spiritualmente ed esteticamente diretti verso un glam rock dal suono tra New York Dolls e Lou Reed. L'Orchestra Mondragón combinava spettacoli circensi, quasi vaudevilliani e parodici, nello stile degli americani The Tubes, con un rock fibroso, ispirato anche dal glam rock, dai suoni classici degli anni '50, '60 e primi anni '70 sullo stile di Ian Dury con la sua band Kilburn and the High Roads o, poco dopo, con The Blockheads. E Burning non erano molto lontani da ciò che artisti come Graham Parker stavano registrando in quel periodo, anche se in un'onda più chiaramente "stoniana".

### Punk, New wave e post-punk
La comparsa del punk rock e della new wave generò la stessa inaspettata ed incontrollabile ripugnanza che aveva avuto negli Stati Uniti, in Gran Bretagna ed anche in Italia. Così, quando sorsero gruppi come Kaka de Luxe, Ramoncín y W.C. o i barcellonesi La Banda Trapera del Río - considerati tra i primi rappresentanti del punk spagnolo -, artisti, critici, fan e media furono colti di sorpresa. All'inizio, alcuni disc-jockey e giornalisti radiofonici specializzati in rock urbano come Mariscal Romero e Paco Pérez Bryan li sostennero (Romero ha poi prodotto l'album di Kaka de Luxe e lo ha pubblicato nel 1978, sulla sua etichetta Discos Chapa), ma divenne presto chiaro che i primi punk spagnoli non erano solo musicalmente, spiritualmente e esteticamente, molto diversi dai gruppi del rock urbano ma, in più, li negavano come proprie radici. I loro riferimenti sono altri: Ramones, the Sex Pistols, the Damned, the Clash o i Velvet Underground degli anni Sessanta, e Iggy Pop e i suoi Stooges. A peggiorare le cose, i loro testi, mostrano un nichilismo e un’ironia corrosiva che non aveva alcuna relazione con la tradizionale critica sociale dei precedenti (come era allora lo stile).
Riviste come "Vibraciones" e, soprattutto, "Star", prendono le distanze dalle tendenze dominanti e scommettono sul Punk e sulla New Wave. È una "tabula rasa" che, in qualche modo, vede la fine degli anni Settanta e tutto ciò che quel decennio aveva rappresentato. L'irruzione del punk e della new wave ne sono solo le sue ultime conseguenze.